# Chlorotettix dentatus
Chlorotettix dentatus är en insektsart som beskrevs av Sanders och Delong 1923. Chlorotettix dentatus ingår i släktet Chlorotettix och familjen dvärgstritar. Inga underarter finns listade i Catalogue of Life.